# Francesco Regis
Pour les articles homonymes, voir Regis.
Francesco Regis, né à Montaldo di Mondovì le 24 octobre 1749 et mort à Turin le 1er novembre 1811, est un philologue italien.

## Biographie
Né à Montaldo, près Mondovi, le 24 octobre 1749, il enseigne d’abord la rhétorique à Novare, puis à Turin, et est enfin professeur de littérature italienne et grecque à l’université de cette dernière ville.[réf. souhaitée]
Il publie, tant en italien qu’en latin, un assez grand nombre de poésies et de discours ; mais son œuvre majeure est une traduction italienne de la Cyropédie de Xénophon.
Francesco Regis meurt à Turin le 1er novembre 1811.

## Œuvres
- Quaranta stanze per le auguste nozze delle AA. RR. Vittorio-Emmanuele, duca di Aosta e Maria Teresa, arciduchessa d’Austria, Turin, in-8° ;
- Poemetto lirico nel faustissimo giorno della nascita di S. M., Turin, 1778, in-8° ;
- un petit poème latin sur les animaux microscopiques ;
- Laudatio Francisci Lanfranchi, comitis Ronsieci, Turin, 1789, in- 4° ;
- Laudatio Corte e Peyretti ;
- Canzone nello appellato ritorno di S. M. Carlo-Emmanuele IV ;
- Orazione per l’anniversario della battaglia di Marengo, Turin , an 11, in-4° ;
- Gli orti di Pomona, carme (en vers libres) ;
- Ode alla face ;
- Orazione pel riaprimento della università, Turin, an 12, in-4° ;
- Orazione per l’incoronazione di Napoleone, Turin, an 13, in-4° ;
- Pel riaprimento dell’università, orazione, Turin, an 14, in-4° ;
- traduction italienne de la Cyropédie de Xénophon, Turin, 1809, 2 vol. in-8° ; réimprimée en 1821 par Giovan Battista Sonzogno, dans la Collana degli antichi storici greci volgarizzati ;
- Orazione per l’anniversario della consecrazione e del coronamento di S. M. l’imperatore Napoleone (discours prononcé le 2 décembre dans la cathédrale de Turin), 1810, in-4° ;
- Carmen genethliacon regi Romæ Augusto Napoleoni, Turin. 1811, in-4°.

Francesco Regis a de plus laissé inédits des commentaires sur la Divine Comédie de Dante et une Canzone au roi Charles-Emmanuel IV.